# 마석역
마석역(磨石驛, Maseok station)은 경기도 남양주시 화도읍 마석우리에 있는 경춘선의 전철역이다. 1939년 7월 25일 보통역으로 영업을 시작하여, 2010년 12월 21일 광역 철도가 개통되었다. 2012년 2월 28일 경춘선 급행 열차 운행이 종료되었고, 준 고속열차인 ITX-청춘 열차가 운행이 개시되어, 평일 출퇴근 시간에만 정차한다. 평일 출퇴근 시간과 막차시간 때 일부 마석행 열차가 있으며, 출근시간 때 1편 마석발 상봉행 열차가 있다.

## 연혁
- 1939년 7월 20일 : 보통역으로 영업 개시[1]
- 1950년 6월 30일 : 한국전쟁으로 역사 소실
- 1958년 11월 8일 : 역사 신축 착공
- 1958년 12월 30일 : 역사 신축 준공
- 1976년 7월 10일 : 화물 취급 중지[2]
- 1986년 3월 20일 : 화물 취급 재개[3]
- 1988년 1월 1일 : 소화물 취급 중지[4]
- 2001년 2월 1일: 특정통일호 폐지 및 전 통일호 열차 전산화로 인해 마석역 발매 에드몬슨 승차권 폐지.
- 2004년 4월 1일: 통일호 폐지 및 무궁화호 승격
- 2008년 상반기 : 승강장 이설
- 2008년 12월 2일 : 기존 역사에서 춘천 방면으로 약 100m가량 이동해 신 역사 이전
- 2009년 2월 중순 : 기존 역사 철거
- 2010년 12월 21일 : 경춘선 복선 전철화 사업 개통으로 성북 기점 27.7 km에서 망우 기점 25.0 km로 변경[5], 수도권 전철 경춘선의 전철역이 됨
- 2012년 2월 28일 : ITX-청춘 운행 개시와 동시에 급행열차 운행 종료
- 2015년 5월 29일 : 화물 취급 중지[6]
- 2017년 1월 31일 : 평일에 한하여 왕복 5회 급행열차의 운행이 재개

## 역 구조
2면 4선의 상대식 승강장이 있는 지상역이다. 스크린도어가 설치되어 있다.

### 승강장
| ↑천마산         |
| ４３ \| ２１ \| |
| 대성리↓         |

| 1·2 | ● 수도권 전철 경춘선, ITX-청춘 | 대성리 · 청평 · 가평 · 남춘천 · 춘천 방면     |
| 3·4 | ● 수도권 전철 경춘선, ITX-청춘 | 평내호평 · 상봉 · 청량리 · 광운대 · 용산 방면 |

## 역 주변
- 롯데마트 마석점
- 농협하나로마트 마석점
- 화도읍행정복지센터
- 남양주동부희망케어센터
- 마석우체국
- 마석사거리
- 경춘국도
- 심석고등학교
- 심석초등학교
- 천마산
- 축령산

## 이용객 변동
경춘선의 2010년 자료는 개통일인 2010년 12월 21일부터 12월 31일까지인 11일치만이 반영된 것이며, ITX-청춘의 2012년 자료는 운행 개시일인 2012년 2월 28일부터 12월 31일까지인 308일치만이 반영된 것이다.
| 노선     | 노선 | 일평균 인원수 (명/일) | 일평균 인원수 (명/일) | 일평균 인원수 (명/일) | 일평균 인원수 (명/일) | 일평균 인원수 (명/일) | 일평균 인원수 (명/일) | 일평균 인원수 (명/일) | 일평균 인원수 (명/일) | 일평균 인원수 (명/일) | 일평균 인원수 (명/일) | 일평균 인원수 (명/일) | 일평균 인원수 (명/일) | 일평균 인원수 (명/일) | 일평균 인원수 (명/일) | 각주  |
| 노선     | 노선 | 2010년                | 2011년                | 2012년                | 2013년                | 2014년                | 2015년                | 2016년                | 2017년                | 2018년                | 2019년                | 2020년                | 2021년                | 2022년                | 2023년                | 각주  |
| -------- | ---- | --------------------- | --------------------- | --------------------- | --------------------- | --------------------- | --------------------- | --------------------- | --------------------- | --------------------- | --------------------- | --------------------- | --------------------- | --------------------- | --------------------- | ----- |
| 경춘선   | 승차 | 2,842                 | 3,289                 | 3,630                 | 3,738                 | 3,658                 | 3,583                 | 3,671                 | 3,842                 | 3,868                 | 4,080                 | 3,063                 | 3,367                 | 3,747                 | 1,570                 | [ 7 ] |
| 경춘선   | 하차 | 2,873                 | 3,288                 | 3,671                 | 3,887                 | 3,887                 | 3,832                 | 3,840                 | 3,913                 | 3,879                 | 4,017                 | 3,020                 | 3,355                 | 3,691                 | 3,791                 | [ 7 ] |
| ITX-청춘 | 승차 | 미개통                | 미개통                | 87                    | 117                   | 116                   | 113                   | 118                   | 107                   | 127                   | 150                   | 130                   | 150                   | 183                   | 184                   | [ 7 ] |
| ITX-청춘 | 하차 | 미개통                | 미개통                | 69                    | 97                    | 95                    | 92                    | 90                    | 86                    | 96                    | 115                   | 92                    | 115                   | 145                   | 146                   | [ 7 ] |

## 사진

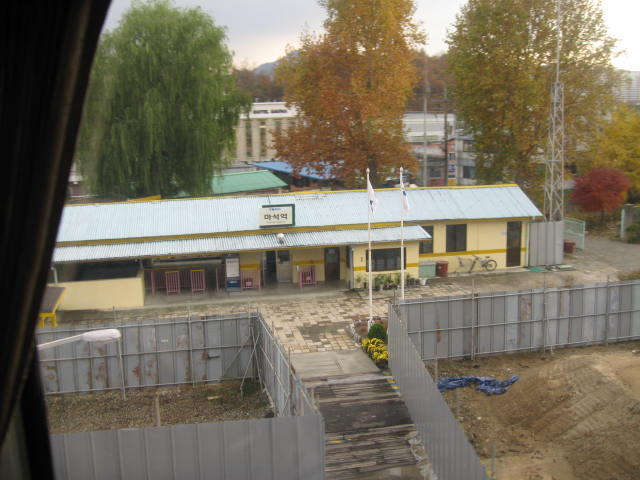
구 역사
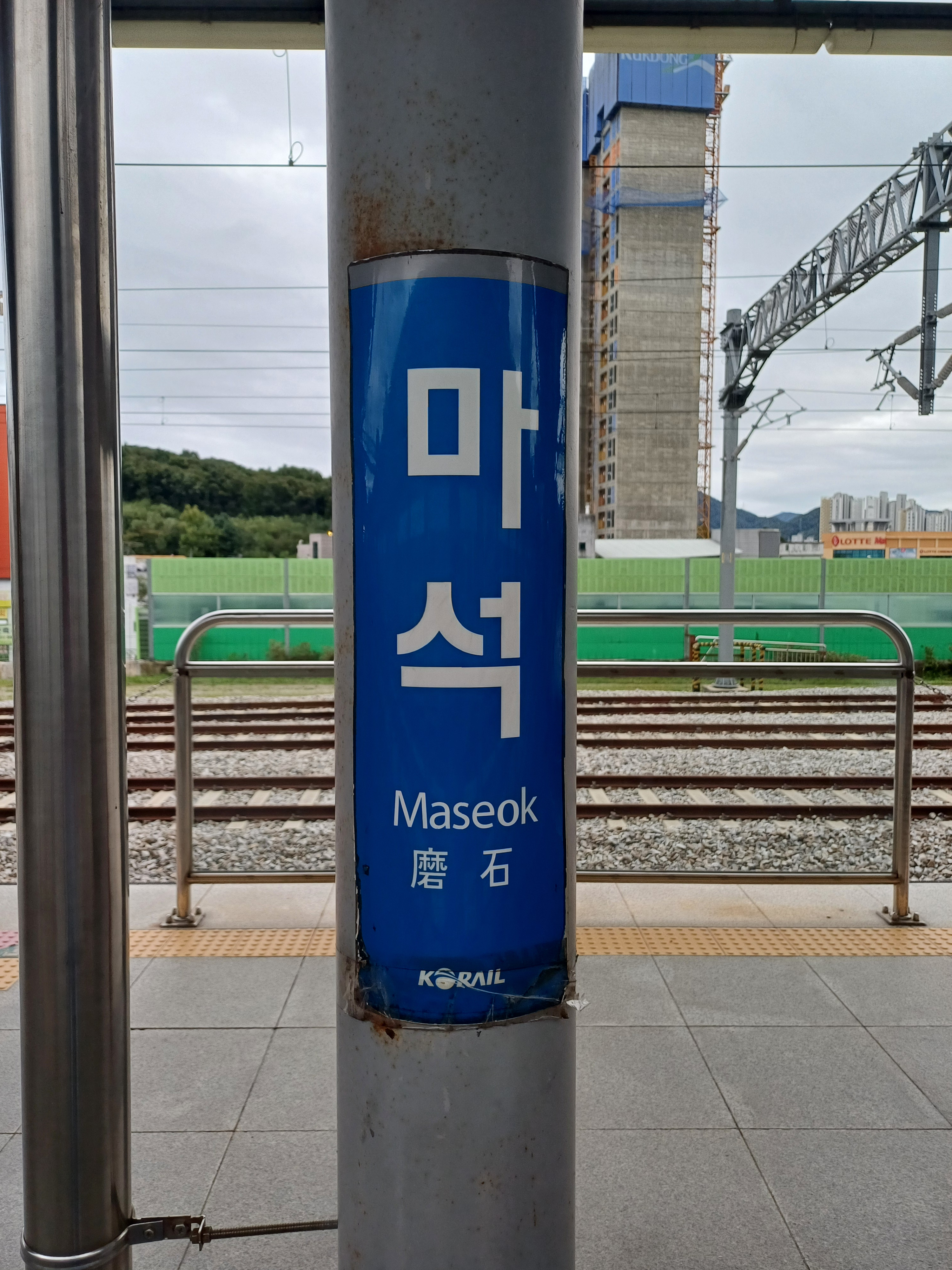
역명판2

## 인접한 역
| 경춘선                                  | 경춘선                    | 경춘선                |
| --------------------------------------- | ------------------------- | --------------------- |
| 평내호평 용산 방면                      | ITX-청춘 경춘선           | 청평 춘천 방면        |
| P129 천마산 상봉 · 청량리 · 광운대 방면 | ● 수도권 전철 경춘선 완행 | P131 대성리 춘천 방면 |
| P128 평내호평 청량리 방면               | ● 수도권 전철 경춘선 급행 | P132 청평 춘천 방면   |